# McCloy-Sorin-Abkommen
Das McCloy-Sorin-Abkommen zwischen den Vereinigten Staaten von Amerika und der Sowjetunion wurde am 25. September 1961 von John F. Kennedy in der UNO-Vollversammlung eingebracht und in der Folge am 20. Dezember von den Vereinten Nationen einstimmig verabschiedet.
Es wurde von Dwight D. Eisenhower und Kennedy, sowie Nikita Chruschtschow auf sowjetischer Seite, vorbereitet und schuf als „roadmap“ die Grundlage für alle zukünftigen Verhandlungen und internationalen Verträge über atomare und allgemeine und umfassende Abrüstung unter wirksamer internationaler Kontrolle. Unterhändler waren der Amerikaner John Jay McCloy und der Russe Walerian Alexandrowitsch Sorin.